# Delphinium pavonaceum
Delphinium pavonaceum är en ranunkelväxtart som beskrevs av Joseph Andorfer Ewan. Delphinium pavonaceum ingår i släktet storriddarsporrar, och familjen ranunkelväxter. Inga underarter finns listade i Catalogue of Life.